# Moskałenky (obwód czerkaski)
Moskałenky (ukr. Москаленки) – wieś na Ukrainie, w obwodzie czerkaskim, w rejonie złotonoskim. W 2001 liczyła 1623 mieszkańców, wśród których 1601 jako ojczysty język wskazało ukraiński, 18 rosyjski, 1 białoruski, a 3 inny.